# Zwolle
Zwolle là một đô thị thủ phủ tỉnh Overijssel phía đông Hà Lan. Zwolle có cự ly 120 về phía đông bắc thành phố Amsterdam. Zwolle có dân số khoảng 120.000 người.
Phát hiện khảo cổ cho thấy các khu vực xung quanh Zwolle đã có người sinh sống từ lâu. Một woodhenge đã được tìm thấy ở ngoại ô-Zuid Zwolle vào năm 1993 có niên đại thời kỳ đồ đồng. Trong thời kỳ La Mã, khu vực này là nơi sinh sống của Franks Salian.
Thành phố hiện nay đã được thành lập khoảng 800 bởi các thương gia Frisia và quân đội của Charlemagne. Tên Zwolle có nguồn gốc từ chữ Suolle, có nghĩa là "ngọn đồi". Điều này đề cập đến dốc nghiêng của phong cảnh giữa bốn con sông xung quanh thành phố, IJssel, Vecht, Aa và Zwarte Water. Các ngọn đồi là mảnh đất duy nhất khô ráo trong các đợt ngập lụt thường xuyên của các con sông. Zwolle được xây dựng trên sườn nghiêng của ngọn đồi.